# Pollenia nigriscens
Pollenia nigriscens är en tvåvingeart som beskrevs av Fan 1992. Pollenia nigriscens ingår i släktet vindsflugor, och familjen spyflugor. Inga underarter finns listade i Catalogue of Life.